# Мане (Польща)
Мане (пол. Manie) — село в Польщі, у гміні Мєндзижець-Підляський Більського повіту Люблінського воєводства. Населення — 286 осіб (2011).

## Історія
У часи входження до складу Російської імперії належало до Радинського повіту Сідлецької губернії.
За даними етнографічної експедиції 1869—1870 років під керівництвом Павла Чубинського, у селі здебільшого проживали греко-католики, усе населення розмовляло українською мовою.
У 1975—1998 роках село належало до Білопідляського воєводства.

## Демографія
Демографічна структура станом на 31 березня 2011 року:
|          | Загалом | Допрацездатний вік | Працездатний вік | Постпрацездатний вік |
| -------- | ------- | ------------------ | ---------------- | -------------------- |
| Чоловіки | 152     | 28                 | 103              | 21                   |
| Жінки    | 134     | 29                 | 69               | 36                   |
| Разом    | 286     | 57                 | 172              | 57                   |